# Клокоцьк
Клокоцьк (пол. Kłokock) — село в Польщі, у гміні Ліпно Ліпновського повіту Куявсько-Поморського воєводства.
Населення — 323 особи (2011).
У 1975-1998 роках село належало до Влоцлавського воєводства.

## Демографія
Демографічна структура станом на 31 березня 2011 року:
|          | Загалом | Допрацездатний вік | Працездатний вік | Постпрацездатний вік |
| -------- | ------- | ------------------ | ---------------- | -------------------- |
| Чоловіки | 163     | 42                 | 101              | 20                   |
| Жінки    | 160     | 34                 | 91               | 35                   |
| Разом    | 323     | 76                 | 192              | 55                   |